# Моско
Моско (Алибей, Айвалык, тур. Ayvalık Adaları) — группа островов, принадлежащих Турции, в юго-западной части залива Эдремит Эгейского моря, напротив порта Айвалык (Кидоние или Кидония). Самый крупный — Алибей (Джунда, Москониси) — образует как бы каменное преддверие бухты Айвалык с севера, превращая её в безопасную гавань. Островов насчитывается 22. Проливы между островами узкие, что делает проход судов затруднительным и опасным. Наивысшая точка — гора Алибей высотой 187 м над уровнем моря. Обитаемым является только остров Алибей. Остров Чиплакада используется как пастбище. Город Айвалык и остров Алибей соединены мостом через остров Долап (Соган, Dolap, Soğan). Административно острова Моско относятся к району Айвалык в иле Балыкесир.
Страбон сообщает, что острова называются Гекатоннесы (др.-греч. Ἑκατόννησοι) — «острова Геката», то есть Аполлона, и их около 20, а по словам Тимосфена с Родоса — 40. Название Гекатоннесы можно также перевести как «Сто островов». Греческое название в более поздние времена — Москонисские острова (греч. Μοσχονήσια).
Остров Маден, расположенный западнее острова Алибей, отождествляется с островом Пордоселена (др.-греч. Πορδοσελήνη) с одноимённым городом, о котором сообщают древние авторы. Южнее острова Маден расположен остров Еллиджеада.
В 1995 году 17 950 гектаров территории островов Моско были приняты в качестве природного парка. На горе Чамлык (124 м) на материке организована смотровая площадка. На острове Гюнеш создан центр водных видов спорта, таких как подводное плавание и подводная рыбалка.